# Roseland (Kansas)
Roseland es una ciudad ubicada en el condado de Cherokee en el estado estadounidense de Kansas. En el año 2010 tenía una población de 77 habitantes y una densidad poblacional de 36,67 personas por km².

## Geografía
Roseland se encuentra ubicada en las coordenadas 37°16′50″N 94°51′5″O / 37.28056, -94.85139 (37.280671, -94.851489).

## Demografía
Según la Oficina del Censo en 2000 los ingresos medios por hogar en la localidad eran de $25,000 y los ingresos medios por familia eran $27,500. Los hombres tenían unos ingresos medios de $31,250 frente a los $12,917 para las mujeres. La renta per cápita para la localidad era de $13,125. Alrededor del 10.3% de la población estaban por debajo del umbral de pobreza.